# Lynk & Co Z20
Lynk & Co Z20/02 — компактний кросовер, виготовлений китайсько-шведським автовиробником Lynk & Co, що належить Geely. 

## Огляд

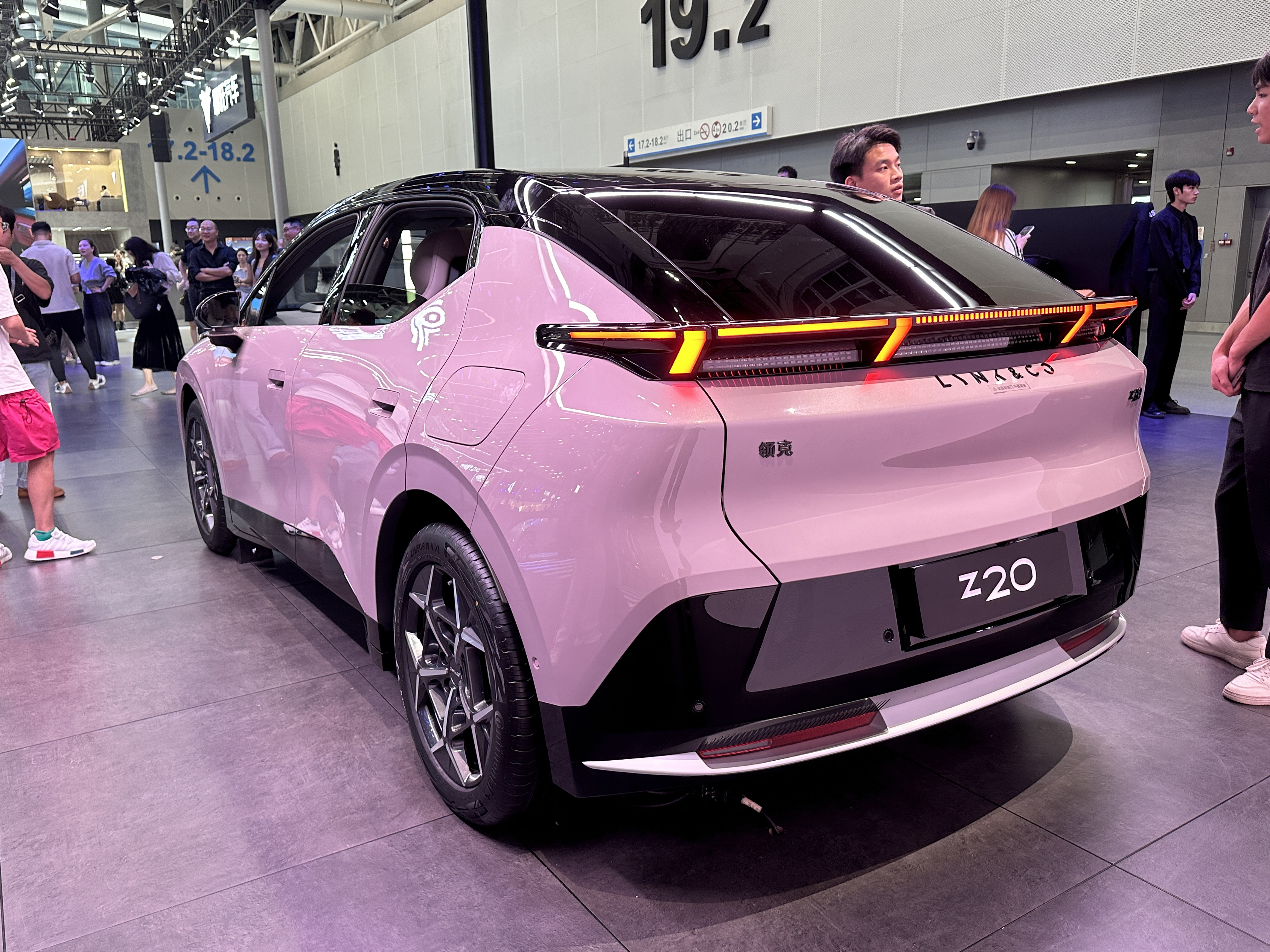

Це перший електромобіль Lynk & Co  і оскільки це друга модель, продаваєма на європейських ринках, ім’я в Європі буде 02, а в Китаї – Z20 (оскільки вже існує модель під назвою 02).     
Z20 має кілька спільних елементів дизайну з близьким кросовером Zeekr X. 
Зовнішній вигляд автомобіля виконаний у стилі дизайну Lynk & Co «Наступний день», що включає денні ходові вогні у формі вилки та дизайн задніх ліхтарів, що нагадує седан Z10. Він має сильно похилу задню частину, яка закінчується спойлером «качиний хвіст» із задніми ліхтарями у формі світлової панелі, що дозволяє Z20 мати коефіцієнт опору 0,25 C d порівняно з 0,28 C d у Zeekr X.
Інтер'єр оснащений 10,25-дюймовою цифровою панеллю приладів, доповненою 13,8-дюймовим HUD , та 15,4-дюймовим центральним інформаційно-розважальним сенсорним екраном з двома розташованими під ним бездротовими зарядними панелями. Він має двоспицеве кермо з підрульовим важелем перемикання передач та оснащений аудіосистемою Harmon Kardon з 14 динаміками . Він також має сидіння з режимом нахилу спинки в невагомості, а центральна консоль містить холодильник. Z20 має задній вантажний відсік об'ємом 450 літрів, який збільшується до 1410 літрів зі складеними задніми сидіннями, доповненим багажником.
Z20 використовує передню підвіску зі стійками Макферсона та п'ятиважільну незалежну задню підвіску. 